# کراشوویتسه (ناحیه پلزن-شمالی)
کراشوویتسه (به چکی: Krašovice) یک منطقهٔ مسکونی در جمهوری چک است که در ناحیه پلزن-شمالی واقع شده‌است. کراشوویتسه ۷٫۳۵ کیلومتر مربع مساحت و ۳۶۱ نفر جمعیت دارد و ۴۱۸ متر بالاتر از سطح دریا واقع شده‌است.